# Ketazolam
El Ketazolam (comercializado bajo las marcas Anseren, Ansieten, Ansietil, Marcen, Ketazolam Adamed, Sedatival, Sedotime, Solatran y Unakalm) es un ansiolítico perteneciente a la familia de las benzodiazepinas. Posee propiedades ansiolíticas, hipnóticas, sedantes, amnésicas, anticonvulsivas, y relajante del sistema músculo-esquelético.

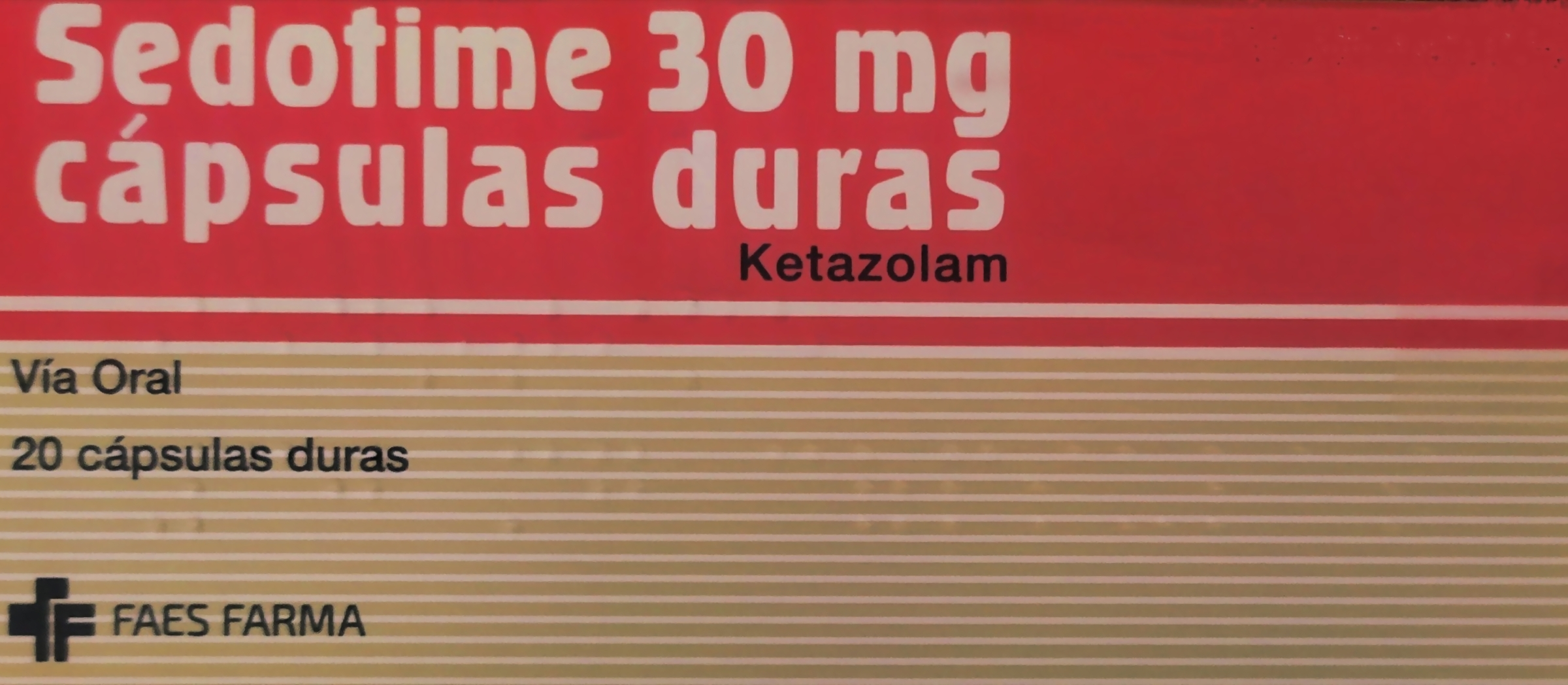
Sedotime

## Uso terapéutico
Está indicado para el tratamiento de los trastornos de ansiedad, nerviosismo, irritabilidad, insomnio y síntomas generales asociados a la ansiedad, de eficacia similar al diazepam. El Ketazolam también parece producir menos efectos secundarios como la sedación, en comparación con el diazepam, y cuando se producen tienden a ser más leves.
El Ketazolam es también un fármaco antiespasmódico eficaz utilizado para la espasticidad asociada a accidentes cerebrovasculares, traumatismos espinales, síndrome cervical, rigidez de encefalitis, etc. Como todas las benzodiacepinas, el ketazolam no está indicado en el tratamiento de la ansiedad reactiva al estrés diario, pero sí en el del trastorno de ansiedad generalizada, la ansiedad social, el trastorno de pánico, las fobias, etc. y la ansiedad secundaria a los trastornos depresivos.

## Mecanismo de acción
Actúa incrementando la actividad del ácido gamma-aminobutírico (GABA), un neurotransmisor inhibidor que se encuentra en el cerebro, al facilitar su unión con el receptor GABA-érgico.

## Efectos secundarios
Se pueden producir reacciones adversas tales como somnolencia, embotamiento afectivo, reducción del estado de alerta, confusión, fatiga, cefalea, mareo; debilidad muscular; ataxia o diplopía.

## Precauciones y advertencias
Las benzodiazepinas requieren especial precaución si se utilizan en personas de edad avanzada, durante el embarazo, en niños, alcohólicos o drogodependientes, y personas con comorbilidad con otros trastornos psiquiátricos.